# Listă de filme de sabie și vrăjitorie
Următoarea este o listă cronologică de filme de sabie și vrăjitorie. Acestea tind să se concentreze pe eroi singuri, romantism și magie:

### Anii 1920
- Die Nibelungen (1924)

### Anii 1940
- The Iron Crown (1941)
- Kashchey the Deathless (1944)

### Anii 1950
- The Magic Sword (1950)
- Prince Valiant (1954)
- Balada voinicului (1956)
- A șaptea călătorie a lui Sinbad (1958)
- Sleeping Beauty (1959, animație)
- Hercules Unchained  (1959)

### Anii 1960
- Hercules in the Haunted World (1962)
- Jack the Giant Killer (1962)
- The Magic Sword (1962)
- Jason and the Argonauts (1963)
- Hercules the Avenger (1965)
- Treasure of the Petrified Forest (1965)
- The Great Adventure of Horus, Prince of the Sun (1968, anime)

### Anii 1970
- Ruslan and Ludmila (1972)
- The Golden Voyage of Sinbad (1973)
- Sinbad and the Eye of the Tiger (1977)
- Wizards (1977, animated)
- Jabberwocky (1977)
- The Hobbit (1977, animated)
- The Lord of the Rings (1978, animație)
- Warlords of Atlantis (1978)

### Anii 1980
- Black Angel (1980)
- Hawk the Slayer (1980)
- The Return of the King (1980, animație)
- Clash of the Titans (1981)
- Dragonslayer (1981)
- Excalibur (1981)
- Heavy Metal (1981)
- The Archer (film TV) (1982)
- Ator l'invincibile (1982) (Ator 1)
- The Sword of the Barbarians (1982)
- The Beastmaster (1982)
- Conan the Barbarian (1982)
- The Flight of Dragons (1982, animated)
- The Last Unicorn (1982, animație)
- Gunan, King of the Barbarians (1982)
- Hero (1982)
- The Sword and the Sorcerer (1982)
- Sorceress (1982)
- Conquest (1983)
- Ironmaster (1983)
- Thor the Conqueror (1983)
- Deathstalker (1983)
- Fire and Ice (1983, animație)
- Hearts and Armour (1983)
- Hercules (1983)
- Hundra (1983)
- Krull (1983)
- The Throne of Fire (1983)
- Ator 2 - L'invincibile Orion (1984) (Ator 2)
- Conan the Destroyer (1984)
- The Devil's Sword (1984)
- The NeverEnding Story (1984)
- Sword of the Valiant (1984)
- The Warrior and the Sorceress (1984)
- Barbarian Queen (1985)
- The Black Cauldron (1985, animație)
- Ladyhawke (1985)
- Legend (1985)
- Red Sonja (1985)
- Starchaser: The Legend of Orin (1985)
- Wizards of the Lost Kingdom  (1985)
- Amazons (1986)
- Highlander (1986)
- The Barbarians (1987)
- Deathstalker II (1987)
- (Mio in) The Land of Faraway (1987)
- Stormquest (1987)
- Iron Warrior (1987) (Ator 3)
- Masters of the Universe (1987)
- The Princess Bride (1987)
- Deathstalker III (1988)
- Willow (1988)
- Wizards of the Lost Kingdom II (1989)
- Erik the Viking (1989)
- Sinbad of the Seven Seas (1989)

### Anii 1990
- The NeverEnding Story II: The Next Chapter (1990)
- Quest for the Mighty Sword (1990) (Ator 4)
- Barbarian Queen II: The Empress Strikes Back (1990)
- Beastmaster 2: Through the Portal of Time (1991)
- Deathstalker IV: Match of Titans (1991)
- Wizards of the Demon Sword (1991)[2]
- Army of Darkness (1992)
- Quest of the Delta Knights (1993)
- The NeverEnding Story III (1994)
- Yamato Takeru (1994)
- First Knight (1995)
- Beastmaster III: The Eye of Braxus (1996)
- Dragonheart (1996)
- Kull the Conqueror (1997)
- The 13th Warrior (1999)

### Anii 2000
- Dungeons and Dragons (2000)
- Dragonheart: A New Beginning (2000)
- Demonicus (2001)
- The Hexer (2001)
- The Lord of the Rings: The Fellowship of the Ring (2001)
- The Scorpion King (2002)
- Ariana's Quest (2002)
- The Lord of the Rings: The Two Towers (2002)
- Barbarian (2003)
- The Lord of the Rings: The Return of the King (2003)
- Dark Kingdom: The Dragon King (2004)
- Beowulf & Grendel (2005)
- BloodRayne (2005)
- Wolfhound (2006)
- Beowulf (2007)
- In the Name of the King (2007)
- The Scorpion King 2: Rise of a Warrior (2008)
- The Pagan Queen (2009)

### Anii 2010
- Tales of an Ancient Empire (2010)[3]
- Conan the Barbarian (2011)[4]
- Harry Potter and the Deathly Hallows – Part 2 (2011)
- In the Name of the King 2: Two Worlds (2011)
- Ronal the Barbarian (2011, animated)
- Your Highness (2011)
- The Scorpion King 3: Battle for Redemption (2012)
- The Hobbit: An Unexpected Journey (2012)
- Epic (2013)
- The Hobbit: The Desolation of Smaug (2013)
- Mythica: A Quest for Heroes (2014)
- The Hobbit: The Battle of the Five Armies (2014)
- The Scorpion King 4: Quest for Power (2015)
- Dragonheart 3: The Sorcerer's Curse (2015)
- Mythica: The Darkspore (2015)
- Mythica: The Necromancer (2015)
- Mythica: The Iron Crown (2016)
- Mythica: The Godslayer (2016)
- Warcraft (2016)
- Dragonheart: Battle for the Heartfire (2017)

### Anii 2020
- Dragonheart: Vengeance (2020)
- The Spine of Night (2021)
- The Green Knight (2021)
- The Northman (2022)
- Dungeons & Dragons: Honor Among Thieves (2023)
- Mythica: Stormbound (2024)
- Red Sonja (2025)